# Erhard Lipka
Erhard Lipka (7. ledna 1863 Kololeč – 5. července 1916 Ústí nad Labem) byl rakouský a český pedagog a politik německé národnosti, na počátku 20. století poslanec Českého zemského sněmu a Říšské rady.

## Biografie
Profesí byl pedagogem. Vychodil dvě třídy reálné školy a absolvoval učitelský ústav v Litoměřicích. Od roku 1903 byl učitelem na škole v Božtěšicích. Později byl uváděn jako ředitel školy. Byl i literárně a publicisticky činný.
Na počátku století se zapojil i do zemské a celostátní politiky. V doplňovacích volbách roku 1904 byl zvolen do Českého zemského sněmu v kurii venkovských obcí (volební obvod Ústí, Chabařovice). Mandát za týž obvod obhájil i v řádných volbách v roce 1908. Původně byl členem Německé radikální strany, ale později přešel do Německé agrární strany, jako jejíž kandidát se již uvádí k roku 1908. Po roce 1908 se ovšem sněm kvůli obstrukcím již fakticky nescházel.
Ve volbách roku 1911 nastoupil též do Říšské rady (celostátní zákonodárný sbor), kam byl zvolen za obvod Čechy 109 za Německou agrární stranu. V Říšské radě setrval do své smrti.
Zemřel v červenci 1916.